# Afrilobus australis
Espèce
Afrilobus australis est une espèce d'araignées aranéomorphes de la famille des Orsolobidae.

## Distribution
Cette espèce est endémique  du Cap-Occidental en Afrique du Sud,. Elle se rencontre à Knysna dans la forêt de Diepwalle. 

## Description
La femelle holotype mesure 3,43 mm.

## Publication originale
- Griswold & Platnick, 1987 : On the first African spiders of the family Orsolobidae (Araneae, Dysderidae). American Museum novitates, no 2892, p. 1-14 (texte intégral).